# Isdromas monterai
Isdromas monterai là một loài tò vò trong họ Ichneumonidae.